# DoReDos
DoReDos — молдавское трио из Рыбницы. Группа состоит из Марины Джундиет, Евгения Андриянова и Сергея Мыцы. Они представили Молдову на конкурсе Евровидение 2018 с песней «My Lucky Day», где в финале заняли 10-е место. Ранее они пытались представить Молдову в 2015 и 2016 году. В 2017 году они стали победителями от своей страны на конкурсе Новая волна.

## История
Группа «DoReDos» была основана в 2011 году в городе Рыбница (Приднестровье). В 2017 году они стали победителями от Молдовы на конкурсе Новая волна, после чего все три участника группы получили звания заслуженных артистов Молдовы. В марте 2018 года стали выступать под музыкальным лэйблом Bis Music. Активное участие в подготовке к Евровидению-2018 и гастрольном туре группы принял Филипп Киркоров, который также является композитором песни «My Lucky Day». В финале конкурса коллектив набрал 209 баллов и занял 10 место.
19 сентября 2017 года указом Президента Республики Молдова продюсер группы «DoReDOS» Валерий Джундиет награждён медалью «За гражданские заслуги»; а вокалисты группы — Евгений Андрианов, Марина Джундиет и Сергей Мыца — удостоены почётного звания «Заслуженный артист Республики Молдова».
В 2022 году дошли до финала 4 сезона шоу «Ну ка, все вместе!».
В октябре 2024 года участники группы получили звания «Народный артист Приднестровской Молдавской Республики».

## Состав группы

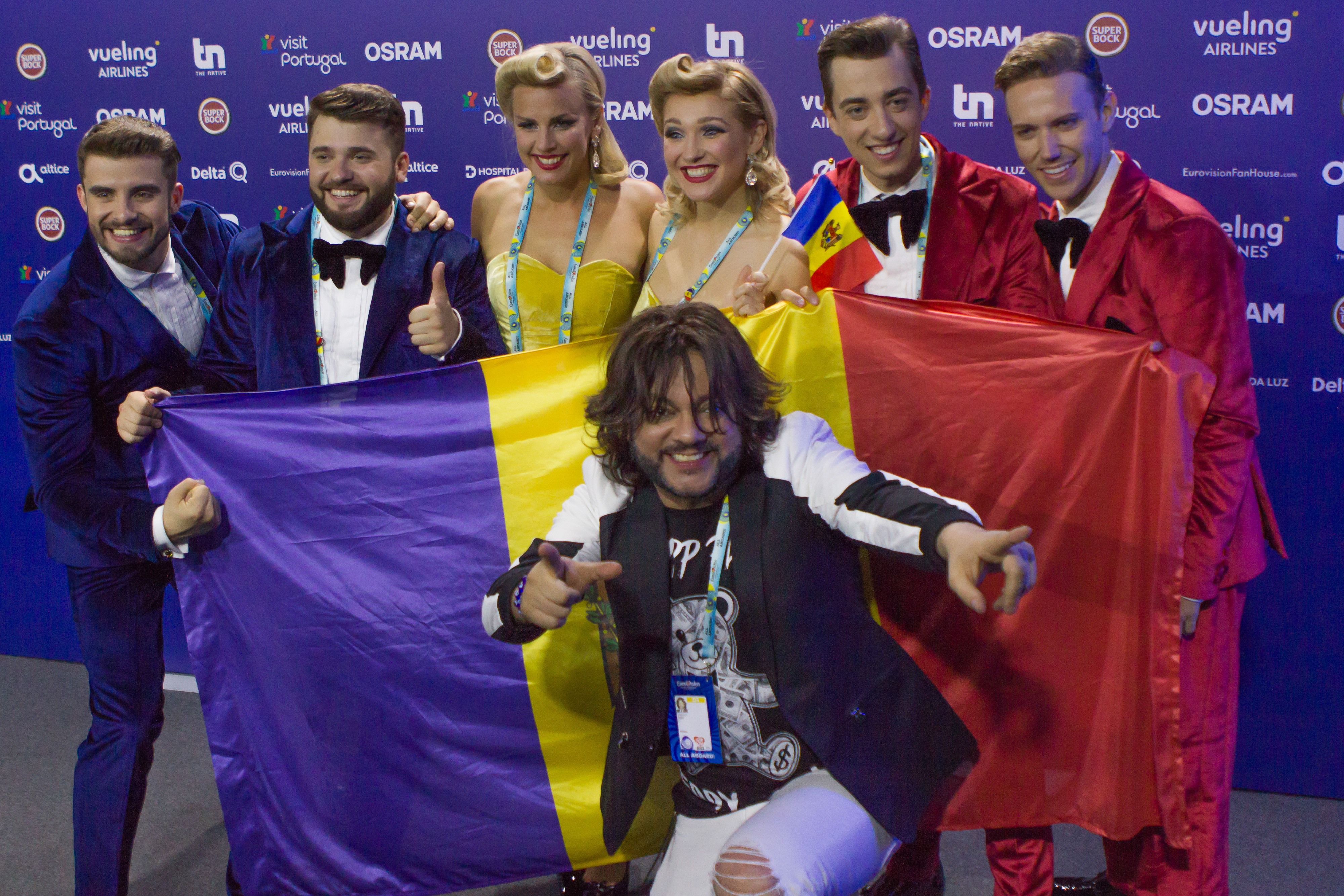
DoReDoS и Филипп Киркоров

- Марина Джундиет
- Евгений Андриянов
- Сергей Мыца

## Дискография

### Синглы
| Название            | Год  | Альбом      |
| ------------------- | ---- | ----------- |
| «Maricica»          | 2015 | Вне альбома |
| «FunnyFolk»         | 2016 | Вне альбома |
| «My Lucky Day»      | 2018 | Вне альбома |
| «Ручка»             | 2018 | Вне альбома |
| «Шоколад»           | 2022 | Вне альбома |
| «Падаю»             | 2022 | Вне альбома |
| «Один на миллион»   | 2022 | Вне альбома |
| «Ты мое счастье»    | 2023 | Вне альбома |
| «Обещай не скучать» | 2023 | Вне альбома |
| «Просто виновен»    | 2023 | Вне альбома |
| «Метаморфозы»       | 2024 | Вне альбома |
| «Я не Бог»          | 2024 | Вне альбома |